# Zarząd WSW Marynarki Wojennej
Zarząd Wojskowej Służby Wewnętrznej Marynarki Wojennej – działająca w latach 1957–1990 wojskowa służba specjalna, będąca instytucją kontrwywiadu wojskowego i służby zabezpieczającej bezpieczeństwo oraz utrzymanie dyscypliny wojskowej w Marynarce Wojennej.
Na mocy rozkazu ministra obrony narodowej nr 01/MON z dnia 10 stycznia 1957 r. i zarządzenia organizacyjnego nr 0013 szefa Sztabu Generalnego WP z dnia 21 stycznia 1957 r. o rozformowaniu Głównego Zarządu Informacji sformowano Szefostwo WSW (z podległym Oddziałem WSW w Warszawie), zarządy WSW okręgów wojskowych oraz Oddział WSW Marynarki Wojennej z podległym:
- Wydział WSW w Gdyni-Oksywiu (od 1979 Oddział);
- Wydział WSW w Ustce;
- Wydział WSW w Świnoujściu
- Wydział WSW w Helu[1];
- Wydział WSW w Gdańsku (rozformowany 11 marca 1957)[2].

W roku 1979 Oddział WSW MW w Gdyni na podstawie Zarządzenia nr 063/Org. Szefa Sztabu Generalnego WP z dnia 23 listopada 1978 oraz Zarządzenia nr 05/Org. z dnia 20 marca 1979 przekształcono w Zarząd Wojskowej Służby Wewnętrznej Marynarki Wojennej, który funkcjonował aż do rozwiązania tej służby w 1990. Zgodnie z Zarządzeniem Szefa Sztabu Generalnego (nr 0013/Org. z 21 stycznia 1957 r.). Oddział WSW MW otrzymał numer poczty polowej JW 3488. Przez cały czas istnienia, zarówno jako oddział, jak i zarąd, mieścił się w Gdyni na Kamiennej Górze, ul. Korzeniowskiego 8/10 (w byłej siedzibie gdyńskiego Gestapo i miejskiego urzędu bezpieczeństwa państwowego oraz Informacji Wojskowej).

## Szefostwo[4]
Szefowie:
- Józef Mikołajczyk (17 stycznia 1957 – 29 września 1959), pułkownik;
- cz.p.o. Mikołaj Paprocki, podpułkownik
- Czesław Kiszczak (29 września 1959 – marzec 1965), podpułkownik, od września 1960 pułkownik;
- Ireneusz Krupa (13 marca 1965 – 23 maja 1984), komandor;
- p.o. szefa Franciszek Miernicki (od 3 sierpnia 1984);
- Franciszek Miernicki (12 kwietnia 1985 – wrzesień 1988), pułkownik;
- p.o. szefa Jerzy Prokaziuk (od 6 września 1988);
- Jerzy Prokaziuk (24 stycznia – 31 lipca 1990), pułkownik;

Zastępcy szefa:
- Zbigniew Siekierzycki (25 maja 1960 – 1 sierpnia 1974), pułkownik;
- p.o. zastępcy szefa  Marian Wichrzyński (od 6 sierpnia 1974);
- Marian Wichrzyński (8 lipca 1975 – 17 czerwca 1982);
- Franciszek Miernicki (5 października 1982 – 11 kwietnia 1985), pułkownik.